# Csege
A Csege régi magyar személynév, a bizonytalan eredetű Cseg személynév származéka. Ez a szó lehet, hogy a régi magyar cseg szóval függ össze, aminek a jelentése cövek, szeg.
Alternatív etimológia: a mongol chaghan - fehér. /Benesóczky A. Tamás/ 

## Gyakorisága
Az 1990-es években szórványos név, a 2000-es években nem szerepel a 100 leggyakoribb férfinév között.

## Névnapok
- július 15.[2]